# Manuel Manquilef
Manuel Segundo Manquilef González (Maquehue, 31 de mayo de 1887-Santiago, 12 de junio de 1950) fue un profesor y político chileno de origen mapuche.

## Biografía
Nació en la comunidad de Maquehue el 31 de mayo de 1887, siendo hijo del lonko Fermín Trekamañ Manquilef y de Trinidad González. Fue criado por su abuela paterna, quien lo envió a una escuela particular de Metrenco, lugar donde aprendió a hablar español. En años posteriores ingresó a la Escuela Elemental y luego a la Escuela Superior de Temuco, donde fue alumno de Tomás Guevara y de Manuel Antonio Neculmán.
Entre 1902 y 1906 estudió en la Escuela Normal de Chillán, en donde entró a trabajar en diferentes cargos relacionados con la docencia. Tras colaborar con Guevara en sus libros Psicolojía Araucana (1908) y Folklore Araucano (1911), escribió dos trabajos para la recientemente fundada Revista del Folklore Chileno. Los Comentarios del pueblo araucano, publicados en 1911 y 1914 en dos partes, son textos bilingües en los que Manquilef realiza una detallada descripción de las actividades cotidianas en una reducción mapuche, incluyendo aspectos sociales, económicos y deportivos. La primera parte de sus Comentarios, publicada bajo el título de La faz social araucana y el pseudónimo de Lef Kiman, fue premiada en 1910 en el marco del Centenario de la Independencia de Chile. Poco después se integró como miembro de la Sociedad de Folklore Chileno.
En 1910 fue uno de los fundadores de la Sociedad Caupolicán Defensora de la Araucanía en la que tuvo su liderazgo entre 1916 hasta que en las elecciones parlamentarias de 1925 resultó electo diputado por el Partido Liberal Democrático por lo que dejó ese cargo, Posteriormente fue reelecto en el marco del Congreso Termal de 1930, aunque por la crisis política sólo pudo ejercer su cargo hasta 1932. En años posteriores ejerce como gobernador de Lautaro y como docente en establecimientos de la zona.
Fallece el 12 de junio de 1950.

## Pensamiento
En 1915 publica su obra "Las tierras de Arauco: el último cacique", donde realiza una aguda crítica al Estado chileno por la violencia ejercida en el contexto de la Ocupación de la Araucanía, proceso al cual le atribuye haber quitado la vida a la nación mapuche.
La conducta de Chile […] fue cien veces peor que la de los conquistadores españoles. Sin embargo, el Estado ha querido aparecer ante otras naciones como protector de los indios, y como el único país de América que ha sabido respetar los derechos de los naturales. Esto es un sarcasmo que podéis deducir de la forma como ha querido evidenciar su protección.
A partir de esta condena histórica, Manquilef pensaba que los mapuches debían adscribir al progreso occidental a través de la educación y la propiedad privada como fuente de todo desarrollo. Para ello requería que el Estado garantizara que la propiedad indígena fuese entregada saneada de manera individual, y que no quedase al arbitrio de conflictos comunitarios. En ese sentido, fue un fuerte crítico de la figura de las "comunidades indígenas" creadas por el Estado luego de la Ocupación de la Araucanía, considerándolas contrarias a la civilización y al estilo de vida mapuche. En su concepción, la comunidad sólo podía surgir en condiciones de libertad, y no como producto de la imposición del Estado. Con base en este pensamiento, se convirtió en un temprano impulsor de la transformación de las tierras comunes indígenas en propiedades individuales, de forma de convertir a los mapuches en pequeños propietarios.
Luego de ser electo diputado en 1925 se convirtió en uno de los principales impulsores de la Ley N.° 4.169 de 1927, que establece la primera política de entrega de propiedades individuales a mapuches, al alero de un Tribunal Especial de División de las Comunidades. Esta posición política, si bien generó un amplio rechazo en organizaciones como la Federación Araucana, e incluso dentro de la propia Sociedad Caupolicán, también permitió el saneamiento de tierras indígenas ocupadas ilegalmente por colonos chilenos.
En términos de militancia política, fue un participante activo del Partido Liberal Democrático, con el cual manifestaba cierta afinidad ideológica, además de cercanía biográfica producto de alianzas pasadas entre la familia Manquilef y líderes del balmacedismo en la década de 1880.

## Obras
- Comentarios del pueblo araucano: la faz social (1911)
- Comentarios del pueblo araucano II: la jimnasia nacional, juegos, ejercicios y bailes (1914)
- Las tierras de Arauco: el último cacique (1915)[8]